# Heraskivka, Markivka
Heraskivka (în ucraineană Гераськівка) este localitatea de reședință a comunei Heraskivka din raionul Markivka, regiunea Luhansk, Ucraina.

## Demografie
Componența lingvistică a localității Heraskivka
     Ucraineană (97,47%)
     Rusă (2,53%)
Conform recensământului din 2001, majoritatea populației localității Heraskivka era vorbitoare de ucraineană (97,47%), existând în minoritate și vorbitori de rusă (2,53%).